# جیمز آترتون
جیمز آترتون (انگلیسی: James Atherton؛ زادهٔ ۱۹۸۶/۱۹۸۷) بازیگر اهل انگلستان است. وی از سال ۲۰۰۹ میلادی تاکنون مشغول فعالیت بوده‌است.
از فیلم‌هایی که وی در آن‌ها نقش داشته‌است، می‌توان به سندیتون، ورا، خیابان کورونیشن و هالیوکس اشاره نمود.